# Targa Florio 1927
 (juillet 2025).
Motif : Insuffisamment de sources secondaires démontrant le notoriété requise pour un article Cf WP:CAA et WP:NPER
- Archive Wikiwix
- Bing
- Cairn
- DuckDuckGo
- E. Universalis
- Gallica
- Google
- G. Books
- G. News
- G. Scholar
- Persée
- Qwant
- (zh) Baidu
- (ru) Yandex
- (wd) trouver des œuvres sur Wikidata

| 1. | Préciser le motif de la pose du bandeau. | Précisez le motif de la pose du bandeau en utilisant la syntaxe suivante : {{admissibilité à vérifier\|date=juillet 2025\|motif=remplacez ce texte par le motif}}                      |
| 2. | Informer les utilisateurs concernés.     | Pensez à avertir le créateur de l'article, par exemple, en insérant le code ci-dessous sur sa page de discussion : {{subst:avertissement admissibilité à vérifier\|Targa Florio 1927}} |

 (avril 2019).
La 18e Targa Florio a lieu le 27 avril 1927.

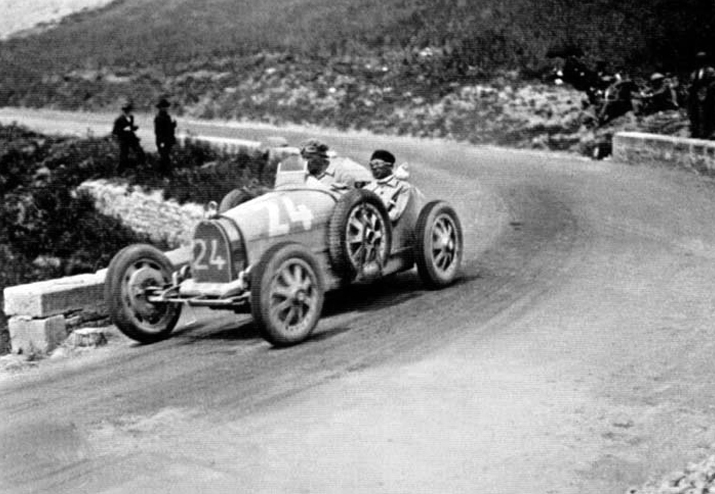
Materassi sur Bugatti Type 35c

Emilio Materassi gagne l'épreuve au volant d'une Bugatti type 35C, suivi de Carlo Alberti Connelli sur Bugatti type 35A et d'Alfiero Maserati sur Maserati 26B.
En catégorie 1 100 cm3, Baconin Borzacchini gagne sur Salmson, suivi de Luigi Fagioli encore sur Salmson et de Ignazio Zubiaga sur Austin BNC.